# Percy, a parkőr
A Percy, a parkőr (eredeti cím: Percy the Park Keeper) brit televíziós animációs sorozat, amelyet Nick Butterworth készített. A műsor a címadó főszereplőről szól, aki jó barátságban áll a park állataival. Gyakran segítik is hősünket a park rendben tartásában. Az állatok: Borz, Bagoly, Róka, Egér, Vakond, illetve Vörösbegy. Ezeken a kis teremtményeken kívül még szerepelnek más állatok is a műsorban. 1 évadot élt meg 17 epizóddal. Külföldön 1996. december 1.-től 1999. december 12.-ig vetítette több tévécsatorna. Magyarországon először az HBO mutatta be 1999. március 15-én, később a Minimax is műsorra tűzte.

## Epizódok
| #   | Eredeti cím                           | Magyar cím                    | Eredeti premier      | Magyar premier (HBO) |
| --- | ------------------------------------- | ----------------------------- | -------------------- | -------------------- |
| 1.  | One Snowy Night                       | Egy hóeséses éjszaka          | 1996. december 25.   | 1999. március 15.    |
| 2.  | The Secret Path                       | A titkos ösvény               | 1997. március 12.    | 1999. március 31.    |
| 3.  | The Rescue Party                      | Életmentő akció               | 1997. december 24.   | 1999. április 14.    |
| 4.  | After the Storm                       | A vihar után                  | 1997. december 26.   | 1999. április 25.    |
| 5.  | The Hedgehog's Balloon                | A süni lufija                 | 1999. szeptember 19. |                      |
| 6.  | The Fox's Hiccups                     |                               | 1999. szeptember 26. |                      |
| 7.  | One Warm Fox                          |                               | 1999. október 3.     |                      |
| 8.  | The Rabbit Who Was Afraid of the Dark | A nyuszi, aki félt a sötétben | 1999. október 10.    | 2000. április 3.     |
| 9.  | Sledge Ride                           |                               | 1999. október 17.    |                      |
| 10. | The Hedgehog's Wings                  |                               | 1999. október 24.    |                      |
| 11. | The Owl's Lesson                      | A bagoly pórul jár            | 1999. október 31.    | 2000. április 9.     |
| 12. | Badger's Bath                         |                               | 1999. november 7.    |                      |
| 13. | Owl Takes Charge                      |                               | 1999. november 14.   |                      |
| 14. | A Very Useful Little Friend           | Egy igen hasznos barát        | 1999. november 21.   |                      |
| 15. | Treasure Island                       |                               | 1999. november 28.   |                      |
| 16. | The Cross Rabbit                      |                               | 1999. december 5.    |                      |
| 17. | The Lost Acorns                       |                               | 1999. december 12.   |                      |